# Cruachan (musikgrupp)
Cruachan är ett irländskt folk-/black metalband som bildades i början av 1990-talet.

## Medlemmar
Nuvarande medlemmar
- Keith Fay (Keith O'Fathaigh) – basgitarr (1992–1993), gitarr, klaverinstrument, sång, bodhrán, mandolin, trummor, banjo, bouzouki (1992–1997, 1999– )
- John Ryan Will – tin whistle (2004–2008), fiol, bouzouki, klaverinstrument (2004– )
- Mauro Frison – trummor (2012– )
- Kieran Ball – gitarr (2012– )
- Rustam Shakirzyanov – basgitarr (2018– )

Tidigare medlemmar
- Darryl Conlon – gitarr
- Jay O' Neill – trummor, slagverk (1992–1997)
- Steven Anderson – gitarr, sång (1992–1994)
- John Fay (John O'Fathaigh) – tin whistle, flöjt, säckpipa (1992–1997, 1999–2002, 2003, 2008–2016)
- John Clohessy – basgitarr, bakgrundssång (1993–1997, 1999–2012)
- Leon Bias – akustisk gitarr, bouzouki, mandolin (1994–1995)
- Collette O'Fathaigh – klaverinstrument (1994–1995)
- Jay Brennan – gitarr (1997)
- Aisling Hanrahan – sång (1997)
- Karen Gilligan – sång, slagverk (1999–2008)
- Joe Farrell – trummor, slagverk (2000–2007)
- Edward Gilbert – banjo, akustisk gitarr, keyboard, tin whistle (2001–2003)
- Colin Purcell – trummor, slagverk (2007–2012)
- Eric Fletcher – basgitarr (2012–2018)
- Joanne Hennessy
- Steven Coleman
- Declan Cassidy
- Paul Kearns

Turnerande medlemmar
- Maria Antonenko – sång
- Ashling Murphy – sång (2008– )
- Joe Farrell – trummor (2012)
- Nelly Hanael – sång (2014–?)
- John Clohessy – basgitarr (2016)

## Diskografi
Demo
- Celtica (Demo, 1994)
- Promo '97 (Demo, 1997, även inkluderad i återutgivningen av Tuatha Na Gael)

Studioalbum
- Tuatha Na Gael (1995, återutgiven 2001)
- The Middle Kingdom (2000)
- Folk-Lore (2002)
- Pagan (2004)
- The Morrigan's Call (2006)
- Blood on the Black Robe (2011)
- Blood for the Blood God (2014)
- Nine Years Of Blood (2018)

Singlar
- "Ride On" (2001)
- "The Very Wild Rover" (2006)

Samlingsalbum
- A Celtic Trilogy (2002, begränsad till 500 kopior)
- A Celtic Legacy (2007)